# 藍骨尾魚
藍骨尾魚（学名：Gila coerulea）为輻鰭魚綱鯉形目雅羅魚科的其中一種，分布於北美洲美國奧勒岡州及加利福尼亞州間的克拉瑪斯河與失落河流域，本魚體延長且側扁，眼大，嘴大並近乎延伸直眼睛邊緣，背面不明顯的暗色調，側面是銀色，雄魚在繁殖期時，鼻子周邊會變藍色，體側及魚鰭為橙色，背鰭鰭條9枚，臀鰭鰭條8-9枚，體長可達41公分，棲息在岩石底質的湖泊或溪流，屬雜食性，以昆蟲、甲殼類、藻類等為食，繁殖期在5至8月。